# مرکز هنرهای معاصر سینسینتی
مرکز هنرهای معاصر (انگلیسی: Contemporary Arts Center) نام موزه هنر معاصر شهر سینسینتی، اوهایو است. این مرکز یکی از اولین موسسات هنر معاصر در ایالات متحده به شمار می‌رود. مرکز هنرهای معاصر بیشتر بر تحولات نوین در عرصه‌های نقاشی، مجسمه‌سازی، عکاسی، معماری، هنر اجرا و رسانه‌های جدید تمرکز دارد. این مرکز آثار نخستین بسیاری از هنرمندان در حال حاضر معروف، از جمله اندی وارهول را به نمایش گذاشته است. مرکز هنرهای معاصر در سال ۲۰۰۳، به ساختمان جدید که به دست زها حدید طراحی شده، نقل مکان کرد.